# Röllbach
Röllbach är en kommun och ort i Landkreis Miltenberg i Regierungsbezirk Unterfranken i förbundslandet Bayern i Tyskland.
Kommunen ingår i kommunalförbundet Mönchberg tillsammans med köpingen Mönchberg.